# Midkemia
Midkemia Raymond E. Feist amerikai író egyes fantasyregényeinek színhelye. A képzeletbeli világot egy csapat San Diegóban tanuló egyetemista találta ki az 1970-es években.

## Története
Ebben az időszakban nagy Dungeons&Dragons-láz tombolt Amerikában. Mivel azonban a csütörtök, majd péntek esténként összeülő játékosok unalmasnak találták a D&D akkor még meglehetősen kezdetleges világát, úgy döntöttek, saját világot hoznak létre. Összeszedték az európai középkorral kapcsolatos ismereteiket, illetve a fantasyregényekből szerzett tapasztalataikat, s ezekből gyúrták össze saját ízlésük alapján Midkemiát. Ők alkották meg lakóit, az országokat, a politikai szövetségeket és ellenségeket, a mágia rendszerét, az istenek panteonját. Legnagyobbrészt ebben a többek által létrehozott világban játszódnak Feist művei.
Amikor 1982-ben megszületett a Mágus ötlete, Midkemiában még javában kalandoztak az eredeti szerepjátékosok karakterei. Annak érdekében, hogy ne kerüljön összeütközésbe a péntek esti játékok eseményeivel, Feist első regénye cselekményét a szerepjátékvilág történeténél 500 évvel korábbra helyezte. Így aztán szabadon alakíthatta a történetet, és megírhatta, hogyan is került a Széles Ösvény mágiája Midkemiába.

## Midkemia földrajza, története
Midkemia három kontinense Triagia, Novindus és Wynet.

### Novindus
A kontinens három részre oszlik: Kelethonra, Folyamhonra és Nyugathonra.
Kelethon (amit a Királyságból érkezettek először megpillantottak) két nagyobb területből áll: a Tűzföldből (így hívják a sivatagot) és a Nagy-sztyeppéből (ez a jeshandik, az itteni, törzsközösségben élő tündék otthona), de ide tartozik a Kígyó-folyó Városa is.
Folyamhon alkotja a földrész szívét: ez Novindus legsűrűbben lakott térsége. A Vedra a Sothu-hegységben ered, és délnyugati irányban végigfolyik a termékeny mezőgazdasági övezeten. A folyótól nyugatra terül el a Djam-síkság, az a viszonylag barátságtalan füves alföld, amelyet még a jeshandiknál is primitívebb nomádok laknak. Ezen túl magasodik a Ratn'gary-hegység – az Istenek Csarnoka – gigászi vonulata, amelyet délről a tenger, északról pedig Irabek erdeje határol. Ez utóbbi a Ratn'gary- és a Sothu-hegység között húzódik. Ezen az észak-déli irányban hegyekkel és erdőségekkel lezárt területen túl fekszik Nyugathon.
A Ratn'gary-hegység jelentőségét az adja, hogy két legmagasabb csúcsán, a Mennybolt Oszlopain áll az istenek otthona, a Mennyei Város – vagy legalábbis az emberek úgy mondják. A hegyormok lábánál helyezkedik el a Nekropolisz, a Halott Istenek Városa. A völgy legnagyobb templomát, amely hátával a hegynek támaszkodik, a négy elveszett isten emlékének szentelték. Ennek mélyén húzódik a Holtak Csarnokának, Lims-Kragma birodalmának bejárata.
A kontinenshez tartozik még Pa'jkamaka szigetkirálysága is, amely a szárazföldtől mintegy 500 kilométerre helyezkedik el.
Novinduson fő nyelvként a kesh egy dialektusát beszélik, mivel az első emberi telepesek a Nagy Kesh Birodalomból származnak. Ideérkezésük egy vallásháborúnak köszönhető. Sok száz évvel az általunk megismert történetek előtt Ishap egyházában szakadás történt. A papok egy része úgy vélte, hogy Ishap nem egyszerűen főisten, hanem ő az egyetlen isten, Al-maral, és csak az ő különböző aspektusait imádják kisebb istenekként a többi egyházak. Ennek a hitnek a követőit eretnekként üldözték, és életük védelmében menekülni kényszerültek – így vetődtek el végül Novindusra.
Ezen a földrészen élnek a pantathiánus kígyóemberek, az egyik valheru teremtményei is. Ők folyamatosan azon munkálkodnak, hogy istennőként imádott teremtőjüket, Alma-Lodakát visszahozzák Midkemia világára. Sikerük azonban azzal a katasztrofális következménnyel járna, hogy a világ minden élőlénye elpusztulna – beleértve a kígyóembereket is.
Még egy valheru teremtményei, Draken-Korin tigrisemberei is Novinduson élnek. Ők azonban nem várják vissza a sárkány nagyurakat – szabad népként élnek a Ratn'gary hegység erdeiben, és senkit sem engednek be a területükre. Egy nagy városuk van, a Tigrisek Városa, ebben azonban nem járt olyan ember, aki vissza is tért volna, hogy elmesélje milyen.

### Triagia
Triagia országai a Szigetkirályság, Elvandar, Roldem, a Nagy Kesh Birodalom, a Queg Királyság, a Kesh Konföderáció, a Szabad Városok és a Keleti Királyságok (bár az utolsó három több kis államot foglal magában).
Elvandar, a tündék ősi otthona a Szigetkirályság nyugati felének északi határán fekszik, egy hatalmas erdőségben. Határait vadállatok és mágia óvja a hívatlan vendégektől. Központja egy hatalmas fákra épült város, amelyben a közlekedés utak helyett a fák között átívelő hidakon történik. Sok fa lombozata arany, ezüst, illetve fehér színben tündököl. A kecses léptű, halk szavú tündék sok száz évig élnek. Ők Midkemia legősibb élő faja. A többi régi fajhoz hasonlóan ők is a valheruk szolgái voltak, amíg a káosz háborúk után a sárkány nagyurak el nem tűntek a világról. Elvandar és a tündék uralkodója Aglaranna királynő, és házastársa Tomas, az emberből lett valheru.
A Keleti Királyságok összefoglaló néven emlegetik a Szigetkirályságtól keletre a Könnyek Tengeréig húzódó területet. A közepén húzódó hegységben önálló törzsek élnek, a többi területen pedig kis városállamok és királyságok illetve hercegségek találhatók. A kis államok szinte állandóan háborúban állnak egymással, amikor pedig éppen nem háborúznak, politikai téren igyekeznek hatalmat szerezni egymás fölött. A legerősebb közöttük talán az Olasko Hercegség, amelynek uralkodói családját rokoni szálak fűzik Roldem királyi családjához.
A Kesh Konföderáció (Alsó-Kesh) a Kesh Derekának nevezett hegylánctól délre elterülő ország. Kisebb nemzetek csoportjából áll. Eredetileg a Nagy Kesh Birodalom részét alkotta, de az itt élő vazallus államok többször is szövetkeztek, és rövidebb-hosszabb időre sikerült is önállóvá válniuk.
A Nagy Kesh Birodalom (Császárság) a kontinens déli felének legnagyobb részét magában foglalja. Hatalmas területén számos különböző népet és kultúrát olvaszt magába. A birodalmat az istenektől eredeztetett császárnő, az „Úrnő, Aki Maga Kesh” irányítja. Egykor a Császárság a kontinens legnagyobb részét uralta, de először leszakadt róla Queg, majd a sokkal nagyobb területű Alsó-Kesh is kivívta függetlenségét, a harcok folyamán pedig a Szigetkirályság elfoglalta a legészakibb tartományt, Bosaniát. A Királysággal közös határ az Álmok-völgyében húzódik, amely állandó csatározások színtere.
Kesh, a királynő székhelye az Overn-mélység partján fekszik. A főváros központi részén, egy fennsíkon áll az önmagában is város méretű császári palota, ahol kizárólag tisztavérű keshiek, vagyis a császári család rokonai laknak. A más származású tisztviselők és szolgák csak dolgozni járhatnak oda. Azért, hogy a zsúfolt alsóváros lakói is élvezhessék az ünnepi látványosságokat, és láthassák a bűnösök kivégzését, Kesh legjobb mérnökei ötvenezer nézőt befogadó gigantikus amfiteátrumot építettek annak a fennsíknak az oldalába, amelyen a felsőváros nyugszik. A palotából számos alagút vezet az amfiteátrumba.
Ashunta a Császárság legdélebbi városa. Itt és környékén élnek az ország talán legjobb lovasai. Népe nagyon ragaszkodik nemzeti öntudatához, bár már évszázadok óta Keshhez tartoznak, megőrizték sajátos szokásaikat. A nőket tulajdonnak tekintik, és ennek megfelelően adják-veszik. A férfiakat arra nevelik, hogy a mély érzelmek – köztük a szerelem – megvetendők, és csak vágyra van szükség, hogy fiakat nemzzenek.
Durbin a Nagy Kesh Birodalom egyik szinte önálló kormányzású városa a Jal-Pur sivatag északi részén. Kalózok, rablók és rabszolgavadászok otthona. A város felügyeli az egyetlen megművelhető területet az Álmok Völgye és a Toll-lak hegység között, valamint az egyetlen biztonságos kikötőt Határszéle és Ranom között.
A Rabszolgakereskedő Céh, a Kincsvadász Céh és a Parti Kapitányok Szövetsége, vagyis a Hármak irányítják a várost, bár hivatalosan a császárnő által kinevezett kormányzó az úr. Durbinban rendkívül jó a közbiztonság, mivel a rendbontókat – különösképpen pedig a tolvajokat – a Hármak rendelete alapján rabszolgaságra ítélik. A Császárság északi területeinek legnagyobb rabszolgapiaca.
A Roldem Királyság a Királyság Tengerén belül elterülő legnagyobb szigeten lévő független királyság. Fővárosa, Roldem egy hatalmas öböl partján található, a sziget keleti oldalán. Itt rendezik meg ötévente a Mesterek Udvarának világszerte híres vívóversenyét. A Mesterek Udvara nemzetközi vívóakadémia, amelyet az első győztes adományából építettek. Jelentősek még a város fürdői, amelyeket a gazdagok előszeretettel látogatnak.
A Queg Királyság a Keserű-tenger legnagyobb szigetén terül el. Mivel minden oldalról „ellenségek” (más, nagyobb országok) veszik körül, hatalmas hadiflottával rendelkezik. Elsősorban kereskedelemmel foglalkoznak, bár gyakran kalózkodnak is. Legértékesebb árucikkük a quegtűzolaj, de jellemző kereseti forrásuk a rabszolga-kereskedelem is. A sziget vulkanikus eredetű, és talaja rendkívül alkalmas a mezőgazdasági termelésre, az időjárás pedig a meleg tengeráramlatoknak köszönhetően enyhe. Ebből adódóan az ország háborús időkben képes ellátni önmagát az alapvető szükségleti cikkekkel. Ezért sikerülhetett a forradalom, mely után Queg elszakadt a Nagy Kesh Birodalomtól, amelynek eredetileg része volt. Az ország lakói az ősi Kesh igazi leszármazottainak tekintik magukat, és nyelvüket is megőrizték, ezért hasonlít az annyira Novindus nyelvéhez. Az idegenek helyzete szinte lehetetlen az országban, mivel aki nem a Queg Királyság polgára, annak nincsenek törvényes jogai a szigeten. A külföldiek kizárólag egy helyi polgár kezességével tehetik be a lábukat az országba, különben bárki elfoghatja, és eladhatja őket rabszolgának. Az illető polgár azonban bármikor visszavonhatja kezességét, s ilyenkor a vendég azonnal elveszíti jogait. Az országot a gazdag kereskedők kormányozzák. A legrégebbi családok öröklődő joguk révén vehetnek részt a végrehajtó hatalom, a Birodalmi Szenátus munkájában, akinek azonban elegendő pénze van, az vásárolhat magának helyet benne.
A Szabad Városok a Keserű-tenger északnyugati partján található városok, melyek Natal vezetésével függetlenné váltak, miután a Szigetkirályság meghódította Bosaniát. A városok délről északra: Lan, Őrgrófvárad, Port Natal, Bordon, Natal. Az itteni lakosok kesh származásúak, és viszonyuk feszült a Szigetkirálysággal, mivel tartanak a beolvasztástól. Ugyanakkor úgy érzik, őseik hazája, a Nagy Kesh Birodalom elárulta őket, amikor az Alsó-Kesh megtartásáért folyó háború során minden katonai erőt kivont a Jal-Pur sivatagtól északra fekvő területekről, és így védtelenül hagyta Bosaniát. Az itt élő parasztok magukra maradtak a manók, trollok és mordelek járta vidéken, és sorsuk hosszú ideig a túlélésért folytatott kemény harc maradt.
A Szigetkirályság (Királyság) hatalmas ország, azért viseli ezt a kissé meglepő nevet, mert eredetileg egyetlen szigetből állt. A történetek idején ez a sziget, illetve az ezen elterülő város – Rillanon – a királyság fővárosa. A Szigetkirályság megalapítása a sok száz éve uralkodó conDoin család nevéhez fűződik. Az első királyuk, Dannis uralma alatt egyesítette a szigetet, majd megkoronázása után elfoglalta a környező szigeteket. Kétszáz évvel későbbi leszármazottja, Delong terjesztette ki Rillanon hatalmát a szárazföldre – Bas-Tyra meghódításával. A Nagy Kesh Birodalom belső háborúját kihasználva a Szigetkirályság tovább terjeszkedett Bosania felé, és Borric herceg nagyapja idején a Keserű-tengertől a Végtelen-tengerig terjedő terület elfoglalásával az ország elérte jelenlegi méretét. A nyugati országrész fővárosa a trónörökös székhelye, Krondor lett. A Nagy Kesh Birodalommal közös határ az Álmok Völgyében állandó kisebb összecsapások színhelyévé vált. Az országban számos nép él: északon barbár törzsek, délen és keleten pedig sok az eredetileg kesh származású lakos. A történetek szempontjából legjelentősebb városai Krondor, Crydee és Rillanon.
Krondor: A nyugati országrész fővárosa a Keserű-tenger keleti partján fekszik. A Szigetkirályság trónörökösének hivatalos székhelye, bár a király politikai okokból időnként másra bízta a vezetését. (A résháború idején Guy du Bas-Tyra, később egy időre Nicholas conDoin kapta meg a címet, annak ellenére, hogy nem voltak trónörökösök.) Forgalmas kereskedelmi és kézműipari központ. Alvilága is jelentős; a bűnözők kizárólag a tolvajcéh engedélyével dolgozhatnak a városban, és a csatornarendszert is a Csúfolódók felügyelik. A kígyóháború idején a Smaragd Királynő seregei lerombolták a várost, a következő ötven évben fokozatosan visszaépítették – ha lehet, még nagyobbra, mint amekkora eredetileg volt.
Crydee: Crydee hercegség székhelye. A Királyság legnyugatabbi városa a Távoli Partokon, a Végtelen-tenger partján, a Crydee-folyó torkolatánál. Kesh egyik katonai erődjéből nőtt várossá, miután a Királyság elfoglalta Bosania tartományt, de most is fontos védelmi pont. Jelentős szerepet játszott a résháborúban. Midkemia számos hőse Crydee-ben született: köztük Pug, Tomas, Arutha, Íjász Martin és Lyam király.
Rillanon: A Királyság fővárosa, a király és Rillanon hercege székhelye az országnak nevet adó szigeten helyezkedik el. Szépsége miatt a Királyság gyöngyszemének is szokták nevezni. Karcsú tornyok, kecsesen ívelő hidak és szelíden kanyargó, széles utcák jellemzik. A város alacsony dombokra épült. Több kisebb folyó és számos csatorna szeli át, ezért rengeteg a híd és jelentős a vízi közlekedés. Az épületek homlokzatát színes kőlapokkal fedik, a belvárosban gyakorta márvánnyal vagy kvarccal, amitől a házak törtfehéren kéken vagy rózsaszínen pompáznak. A macskaköves utcákat rendszeresen tisztítják, és még a kanálisokban sem úszkál úgy a szemét, mint más városokban. A palotakomplexum a város központjában, egy dombtetőn áll. Számos épületét hosszú, fedett folyosók kötik össze. A külső falakat rengeteg különböző színű kővel borították, s ez összhatásában szivárványszerűnek látszik. A bejárat egy folyón átívelő hídon keresztül lehet megközelíteni. A város szépsége legnagyobbrészt az őrült király, Rodric munkáját dicséri.

### Wynet
Ez a kontinens hajóval gyakorlatilag elérhetetlen messzeségben van a másik kettőtől, ezért csak Feist nyilatkozatából (illetve a szerepjátékuk alapján) ismert. A földrészt hatalmas sziklafennsík osztja ketté. Az alsó részen teljesen átlagos emberek élnek. A felső rész, (amely az Ethel-Duath nevet viseli), óriási füves pusztaság; hatalmas hüllők és a középkori skótokhoz hasonló életvitelű emberek népesítik be.

## Midkemia istenei
Midkemia világát hét nagyobb és tizenkét kisebb isten irányítja.

### Nagyobb istenek
- Abrem-Sev: A Négy Építő egyike. Ismert melléknevei: Tettek Kovácsa, Törvényhozó, Villámló. Férfi istenség.
- Arch-Indar: A jóság istennője, a jó tökéletes megtestesülése a világon. Arch-Indar Ishappal egyetemben feláldozta magát annak érdekében, hogy sikerüljön bebörtönözni Nalart. Ennek ellenére ismét felállították Arch-Indar templomát, hogy ha eljön az ideje, visszatérhessen Midkemiára. Ismert melléknevei: az Önzetlen, illetve Aki Maga a Tökéletesség. Az életkristály kinyitása után Nakor kikiáltotta magát Arch-Indar pátriárkájának, és Sho Pi lett az első tanítványa.
- Ev-Dem: A Négy Építő egyike. Férfi istenség. Ismert melléknevei: a Belső Építő, Esélyek Számolója.
- Graf: A Négy Építő egyike. Férfi istenség. Mellékneve: a Kívánságok Szövője.
- Helbinor: A Négy Építő egyike. Férfi istenség. Mellékneve: a Mértékletes.
- Ishap: A Mindenek Fölött Valóként ismert istenatya Midkemia istenei közül a legnagyobb hatalmú. (Novindus kontinensén az Egyetlen Igaz Istenként imádják, és azt tartják, hogy a többi isten csak az ő hatalmának különböző aspektusa.) Eredetileg húsz nagyobb és száz kisebb istent teremtett, azonban a káosz háborúk után mindössze hét illetve tizenkettő maradt közülük. Maga Ishap is megszűnt létezni, amikor a nagyobb jó érdekében feláldozta magát, hogy sikerüljön csapdába ejteni Nalart. Papjai azóta is azon dolgoznak, hogy visszahozzák istenüket Midkemiára, akivel bizonyos fokig az Istenek Könnye nevű drágakövek segítségével tartják a kapcsolatot. Ő teremtette az embereket is.
- Nalar: A gonoszság és a káosz istene. Általában csak Névtelenként emlegetik, mivel aki kiejti a nevét, az nagy valószínűséggel a hatalmába kerül. Nalar robbantotta ki a káosz háborúkat, hogy elpusztítsa a többi istent. Végül sikerült őt bebörtönözni egy Midkemia méretű hegy alá, de szörnyű árat kellett fizetni érte: Ishap és Arch-Indar áldozta fel magát a siker érdekében. Ismert melléknevei: a már említett Névtelen, az Önző, az Őrült Isten, illetve Aki Elromlott.

### Kisebb istenségek
- Astalon: Az igazságosság istene; a kőművesek és építőmesterek pártfogója. Ismert melléknevei: az Igazságos, az Építő, Aki Rendet Hozott.
- Banath: A tolvajok, csínytevők és olykor a tengerészek isteneként tisztelik. Mindig őt hibáztatják, ha valami balul sül el. Általános hiedelem, hogy a krondori Csúfolódók minden évben nagy összegű adománnyal támogatják egyházát. Ismert melléknevei: Agyafúrt Kópé, Tréfacsináló, Éjszaka Járó, Értékes Holmik Csöndes Tolvaja.
- Dala: A passzív ellenállás istennője a szegények és a gyermekek pártfogója. Az árvaházakat rendszerint az ő nevében üzemeltetik. Melléknevei: Védelmező, Gyengék Pajzsa.
- Guis-wa (Fimbulstarn): A Vörös Állkapcsú Vadász a Királyság egyik leggonoszabbnak tartott férfi istene, ugyanakkor különleges tisztelet övez Keshben. A vadászok patrónusa. Ismert melléknevei: Holdakat Ugató, a Tiltott Tudás Elárulója, Mindent Akaró.
- Kahooli: A bosszú férfi istene. Papjai kötelességüknek tekintik, hogy igazságot szolgáltassanak, ha valakit bántalom ér. Jó esetben átadják a bűnöst az uralkodó katonáinak, de az is előfordul, hogy fegyveresen indulnak a gonosztevő után, s ilyenkor senki sem merészel az útjukba állni. Kahooli ismert melléknevei: Szökevények Után Üvöltő, a Fáradhatatlan Üldöző, az Igazság Titkainak Felfedője.
- Killian: A természet anyja egyben szerelemistennő is. Eortis visszatértéig ő uralkodik a tenger birodalmában. Ő teremtette meg a házasság intézményét, amely összekapcsol férfit és asszonyt. Ismert nevei még: a Zöld Csönd Énekese, Csöndes Örömök Gyűjtője.
- Lims-Kragma (Zhandros/Khali-shi): A halál istennője. Gyönyörű és egyben rémisztő nőalak, aki birodalmában, a Holtak Csarnokában ítélkezik a halottak lelke felett. Ő dönti el, hogy valaki újabb kört tegyen-e a Keréken, vagy büntetésképpen örökre elfelejtsék, vagy végső jutalomként egyesüljön a Mindenséggel. Mind közül őt tartják a legfélelmetesebb istenségnek. Ismertebb melléknevei: Hálószövő, Aki Vár, Halál Úrnője, Lelkek Bírája.
- Prandur (Jehan-suz): A tűzisten papjai istenük természetéből kifolyólag meglehetősen pusztító varázslatokat használnak, még a gyógyításban is. Ismert melléknevei: Városok Felperzselője, Zavarkeltő, Fényhozó.
- Ruthia: A szerencse és a megvetett szerelem istennője. Akik hozzá imádkoznak, kétélű fegyverrel játszanak, mivel általános hiedelem szerint ő a balszerencse istennője is, és rendkívül szeszélyes természetű. Mellékneve még: Férfiszívekkel Játszó.
- Silban: A természet és az aratás jóságos istennője. Nagyon fontos a parasztok és földművesek számára. Az ő területe a termékenység is. Ismertebb melléknevei: Földanya, Terméshozó, Álom Nélkül Álmodó.
- Sung (La-Timsa): A gyógyítás jóságos istennőjét. Ő vette át nővére, Drusala elejtett pálcáját, és addig őrzi, míg testvére vissza nem tér. Közismert melléknevei: Tiszta, Fehér, Az Egyetlen Ösvény Követője.
- Tith-Onanka: A kétarcú hadisten két korábbi istenségből olvadt össze. Tith, a Csaták Tervezője és Onan-ka, a Vidám Harcos halálosan megsebesült a káosz háborúk során, de esszenciájuk maradékát összefonva egy részük új istenné válva életben maradt. Lényük másik fele a Halott Istenek Városának egy kriptájában nyugszik. Ismert melléknevei még: Taktikus, Boldog Harcos, Kétarcú.

### Halott vagy eltűnt istenségek
- Drusala: A gyógyítás eltűnt istennője. Pálcáját testvére, Sung őrzi.
- Eortis: A tenger elveszett istene. A káosz háborúk alatt tűnt el. Kedélyesen Vén Delfinfarkúnak is hívták.
- Isanda: A tánc istennője a káosz háborúk során pusztult el.
- Sarig: A mágia elveszett istene. Az ő távollétével magyarázzák, hogy Midkemián csak a Keskeny Ösvény mágiáját ismerték Pug színrelépéséig. A világra avatárjain keresztül gyakorol befolyást.
- Wodar-Hospur: A tudás elveszett istene. Ő volt a legendák tudója, aki Ishapon kívül egyes-egyedül ismerte az Igazságot. Jelenleg Ishap papjai felügyelik a tudás feljegyzését. Wodar-Hospur kódexét, azt az ősi ereklyét, amely minden lehetséges kérdésre tartalmazza a választ, Nakor találta meg, és jelenleg Ishap szerzetesei őrzik.

## Külső hivatkozások
- Midkemia.com Midkemia Press, the Official Midkemia Website
- Crydee.com The Official Raymond E. Feist Website
- Elvandar.com Archiválva 2010. január 8-i dátummal a Wayback Machine-ben The official online atlas to the worlds of Raymond E. Feist
- IRE's MidkemiaOnline The official website for IRE's newest game development based on the world of Midkemia.